# 今泉嘉一郎

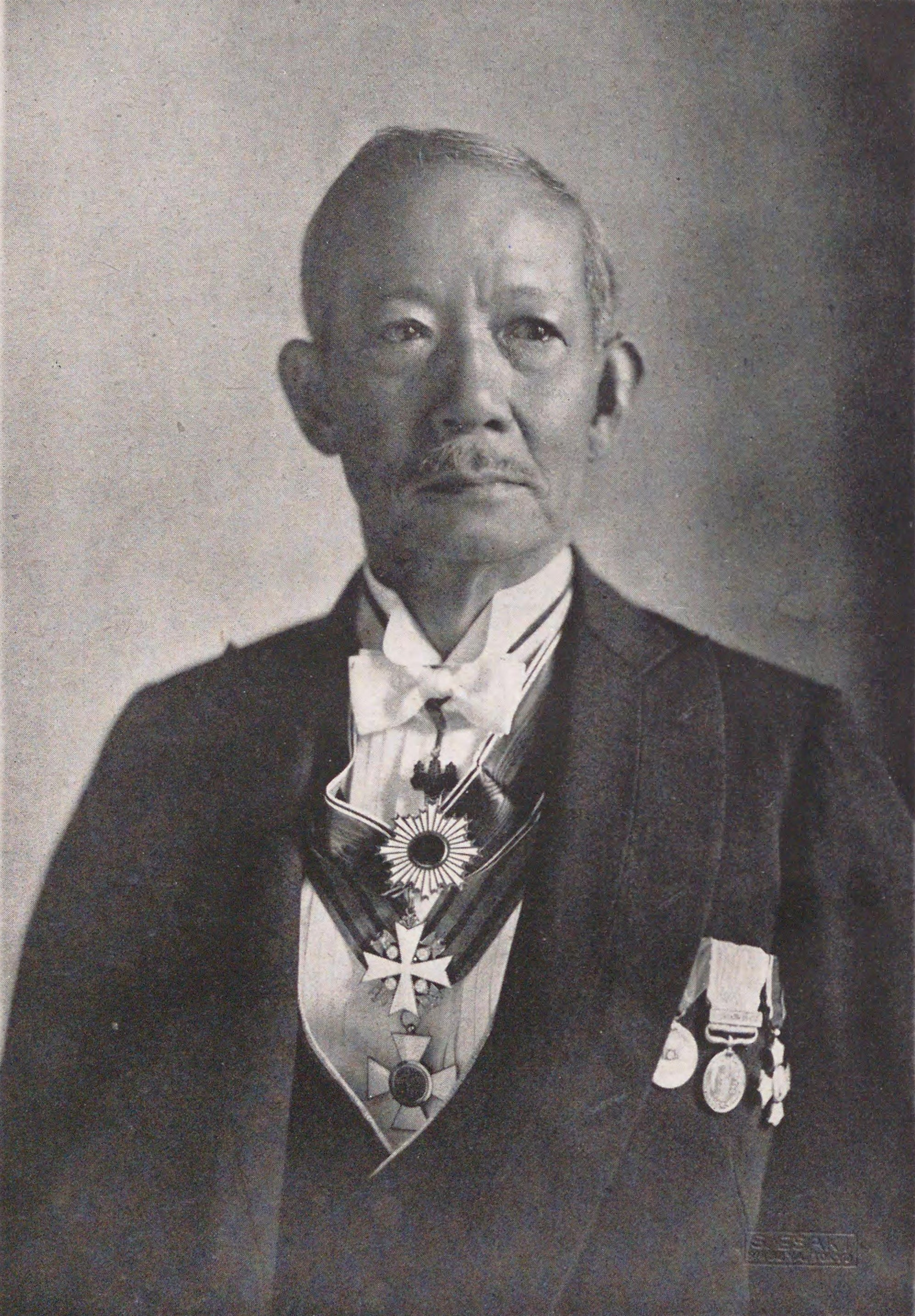
今泉嘉一郎

今泉 嘉一郎（いまいずみ かいちろう、慶応3年6月27日（1867年7月28日）- 1941年（昭和16年）6月29日は、日本鉄鋼技術史上の功労者。工学博士。日本鋼管（現・JFEホールディングス）創業者で民営製鉄所を育成し、「日本の近代製鉄の父」「近代産業の父」と称される。衆議院議員（1期）も務めた。

## 人物・生涯

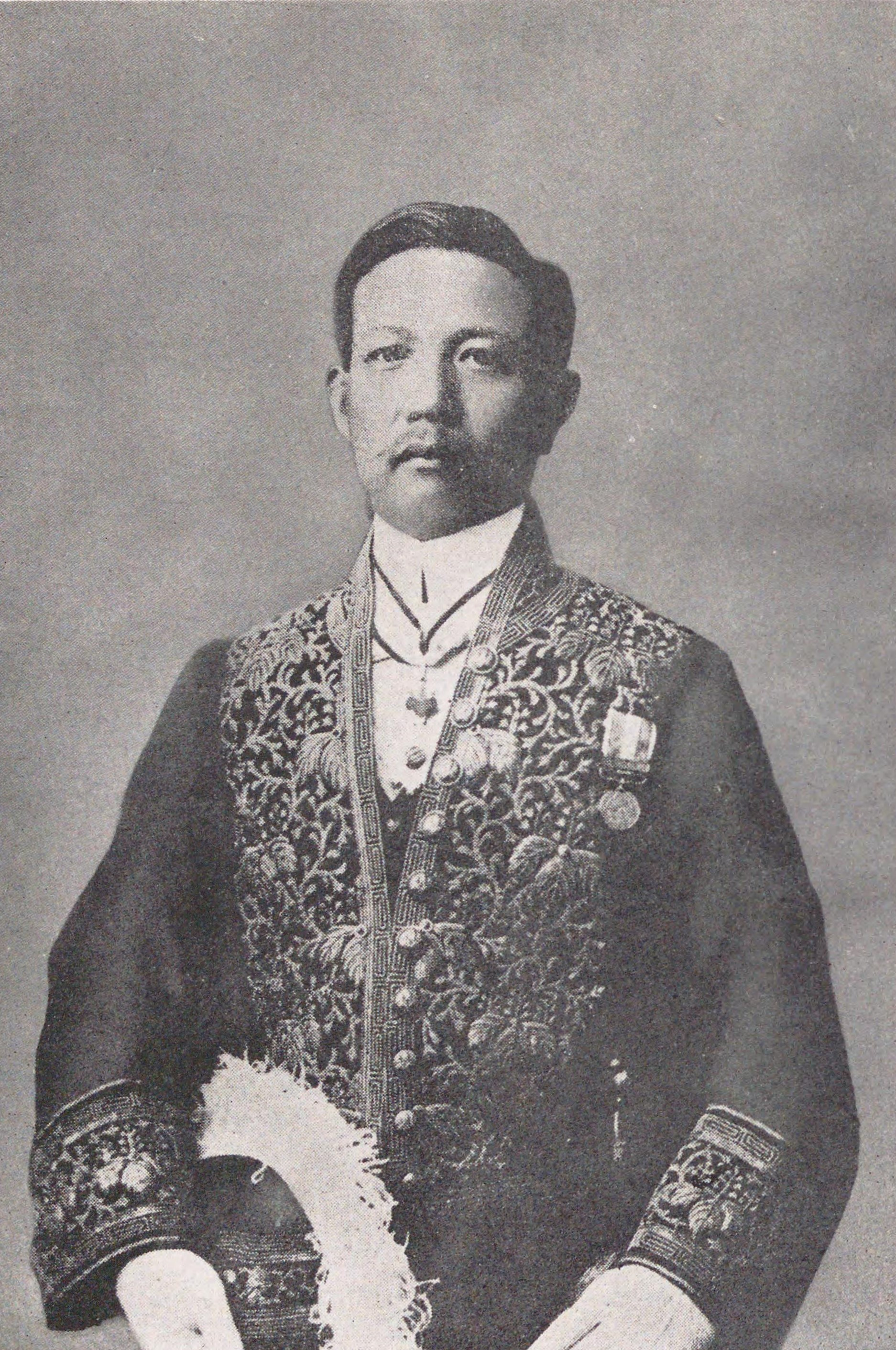
1907年（明治40年）の嘉一郎

上野国勢多郡東村花輪（現・群馬県みどり市東町花輪）生まれ。父、彦作は幕府代官付の村吏（後に区長）。母、常子は伊勢崎藩主酒井氏の藩医だった祖父原常益の遺志を継ぎ、12歳で江戸の浅田宗伯の門で学び、17歳で開業医となった。
嘉一郎は花輪学校卒業後、1883年（明治16年）16歳の時に県立前橋中学校（現・群馬県立前橋高等学校）入学した。同級生には後に海軍大将となる鈴木貫太郎がいたが、すぐに退学し、同年に医者を目指して上京した。独逸学協会学校第1期生として大倉喜三郎、松井茂博士などと学び、柳蔭家塾を経て、1884年（明治17年）に一ツ橋の大学予備門に入学、1886年（明治19年）に第一高等中学校に入学し、水野錬太郎、若槻礼次郎、小川平吉などと寄宿生活を送った。この頃まで医師を目指していたが、ふと小学校の卒業論文「志は大なるを要す」を思い出し、医術よりももっと広い殖産興業方面に進むことに改め、1889年（明治22年）東京帝国大学工科大学に入学した。鉱害対策技術に深い関心を寄せ、在学中から別子銅山の硫化鉄鉱処理による煙害防止、未利用資源開発などに先鞭をつけ、また、日本の将来の富源は鉱山にありと鉱山の重要性を松山市の海南新聞に「伊豫鉱山論」を投書した。伊豫鉱山論では、伊豫の各銅山が同業者間の組織を作ることにより経営の合理化を図ると同時に、技術上にも、有用含有物の完全採取をもって冶金術を合理化すべきことを述べ、従来いたずらに焼き棄てられていた硫黄分鉄分を完全に採取して、化学工業および製鉄事業の原料とすべきことを唱えて、当事者並びに一般大衆に向かって注意喚起をした。
帝国大学卒業論文の「別子銅山における湿式収銅法試験について」ではより具体的に、銅鉱山から排出される硫黄を化学品としての硫酸製造に利用し、従来の乾式精錬法では採りきれない銅の痕跡までも採取し、最後に鉄分は製鉄原料として利用する方法を記した。1892年（明治25年）に帝国大学卒業後、農商務省に入省。卒業論文に沿った検証試験を命ぜられ、後藤象二郎農商務大臣に結果を報告した後、政府案としてまとめられ、1895年（明治28年）に榎本武揚農商務大臣の時に製鉄所設立案が提出され衆議院を通過、翌1896年（明治29年）に製鉄所官制が発布された。
嘉一郎は農商務省入省後、榎本武揚に認められ、1894年（明治27年）から2年間、ドイツ・フライベルク鉱山大学に留学し、冶金学を学んだ。帰国後、良き理解者であり密接な関係にあった榎本武揚が設立しようとしていた官営八幡製鉄所の創業に従事、同所の製鋼技術を確立に導き、主席勅任技師に進んだ。技術面での自信を示しながらも、八幡製鉄所の経営不振に陥る原因は、官業による弊害が顕在化したためと考え、「製鉄所処分案」を作成し、民業への移管を提案したが政府に却下された。鉄鋼業は軍事でなく平和産業に結び付いて発展するとの信念のもとに、1912年（明治45年）に一橋大学予備門以来の友人白石元治郎と日本鋼管株式会社（現、JFEスチール）を設立。日本で初めて継目無鋼管の製造を手がけたほか、1936年（昭和11年）には念願の高炉を建設し、銑鋼一貫製鉄所を完成させた。当時、日本で主流の製鋼法は平炉であったが、平炉は鉄スクラップの使用を前提としており、日本は米国などからの鉄スクラップの輸入に頼っていた。満州事変を契機に原料不足が深刻化する中、鉄スクラップに依存しない高効率な製鋼法であるトーマス転炉に着目し、日本鉄鋼協会などでその必要性を説いたものの受け入れられず、結局自ら創設した日本鋼管・川崎製鉄所での導入を決めた。トーマス転炉はリン分の高い鉄鉱石を原料とした時にその威力を発揮するが、当時日本で流通していた鉄鉱石はリン分が少なかった。そこで嘉一郎は、高炉にリン鉱石を加えて調整するという、日本独自のトーマス製鋼法を開発した。また、スラグ化したリンも農業用の肥料として活用した。

嘉一郎の胸像（群馬県みどり市）

民間技術分野の開拓に尽くし、1920年（大正9年）には第14回衆議院議員総選挙に群馬県から出馬して当選、衆議院議員としてメートル系度量衡の採用を法案通過させた。1922年（大正11年）、ウィーンで開催された第19回列国議会同盟には議会代表議員団長として出席。ルクセンブルク大公国名誉総領事、工業品規格統一調査会委員、日本鋼管、南洋鉄鋼各取締役などを兼務また日本鉄鋼協会会長、日刊工業新聞社社長などを歴任。大著『鉄屑集』（てつくずしゅう、1930年）その他優れた著作も残した。
1941年（昭和16年）6月29日、腎盂炎で死去。墓は川崎市鶴見の総持寺。

## 栄典
- 1912年（明治45年）5月31日 - 従四位[2]

## 家族
- 前妻・さち（1874年生） ‐ 佐藤尚中の五女。死別。[3][4]
- 後妻・マリ（1891年生） ‐ 学習院フランス語教師・プロスペール・フックの三女、学習院女学部出身。6人の子を儲ける。[4][5]
- 長女・芳子 ‐ 男爵千田嘉平の弟・武彦の妻[5]
- 長男・嘉秋 ‐ 資産家。岳父は陸軍中将・松浦善助。[6]